# Ulotrichopus despoliata
Ulotrichopus despoliata är en fjärilsart som beskrevs av Emilio Berio 1978. Ulotrichopus despoliata ingår i släktet Ulotrichopus och familjen nattflyn. Inga underarter finns listade i Catalogue of Life.